# وزارة النقل (الصين)
وزارة النقل بجمهورية الصين الشعبية (بالصينية: 中华人民共和国交通运输部) هي وزارة صينية في الحكومة المركزية الصينية مسؤولة بتنظيم وسائل النقل الجوية والبحرية والبرية في الصين.

## تاريخ
يعود تاريخ وزارة النقل إلى عام 1912 عندما تم تأسيس وزارة النقل والاتصالات في جمهورية الصين. في أوائل مارس 2008 أعلن المؤتمر الشعبي الوطني عن إنشاء وزارة مشتركة للنقل البري والجوي والمائي. دمجت وزارة الاتصالات وإدارة الطيران المدني ومكتب بريد الدولة في وزارة النقل الجديدة. نقلت مهام وزارة السكك الحديدية إلى وزارة النقل في مارس 2013.
تشمل الوزارة عدة وكالات منها:
- إدارة الطيران المدني في الصين
- مكتب البريد الحكومي الذي ينظم البريد الصيني
- إدارة السلامة البحرية الصينية